# Milocera ustata
Milocera ustata là một loài bướm đêm trong họ Geometridae.